# Jonathan McKain
Jonathan McKain (ur. 21 września 1982 w Brisbane) – australijski piłkarz występujący na pozycji obrońcy lub pomocnika.

## Kariera klubowa
Karierę rozpoczął w 1999 w klubie Brisbane Strikers. W 2003 wyjechał do Rumunii, gdzie wynegocjował kontrakt z Progresulem Bukareszt. Od 2005 do 2008 był zawodnikiem Politehnici Timiszoara. W tym czasie zainteresowany nim był Werder Brema, jednak ze względu na kontuzję zawodnika kontrakt nie został podpisany. W Lidze I wystąpił w 112 spotkaniach. W 2008 dołączył do drużyny Wellington Phoenix. 14 lipca 2010 Walter Zenga ściągnął go do zespołu An-Nassr. McKain podpisał roczny kontrakt. Po jego upływie został piłkarzem Adelaide United, w którym do 2014 zagrał w 48 spotkaniach. W latach 2015–2016 był piłkarzem malezyjskiego Kelantan FA. W 2017 grał w Souths United.

## Kariera reprezentacyjna
McKain występował w reprezentacji Australii do lat 20 (1 występ) oraz 23 (4 występy). W 2004 zadebiutował w kadrze seniorów. Grał na Igrzyskach Olimpijskich 2004 w Atenach, PK 2005 w Niemczech oraz Pucharze Azji 2011. Wygrał z zespołem Puchar Oceanii w 2004. W sumie od 2004 do 2011 wystąpił w 16 spotkaniach.